# 工黨總幹事
工党總幹事 （英語：General Secretary of the Labour Party）是英国工党最高级的雇员，同时也是工党全国执行委员会的无表决权的幹事。当该职位出现空缺时，工党全国执行委员会会任命一个临时的继任者，但要被工党年会正式确认。

## 党内结构安排
工党總幹事领导伦敦磨坊岸维多利亚街105号和泰恩赛德两个总部以及全国各地的许多地方办事处的约200名工作人员。苏格兰和威尔士工党由各自的總幹事运行，实际上是全国總幹事的下属。
工党總幹事负责聘用党的工作人员；筹划竞选和媒体策略；运营党组织、党的建设、党的政策委员会；组织工党年会；联络社会党国际和欧洲社会党；确保党章和党内规定的实施；准备党内刊物。
工党總幹事还是《2000年政党、选举和公投法》的注册财务主管，负责编制准确的财务报表。
由于英国工党是一个没有独立法人资格的非公司团体，總幹事在任何法律事务和行动中代表工党和工党其他党员。

## 历史
这个职务的前身黨幹事一职是在1900年工党诞生时创立的。拉姆齐·麦克唐纳是第一任党幹事，他后来担任首相。在早些年，这个职位是非常重要的，有效地领导着党在国会之外的工作。麦克唐纳和他的继任者阿瑟·亨德森，都同时担任国会议员、国会工党主席和該黨幹事。
亨德森于1934年退休，在1931年的大选失败之后，麦克唐纳被驱逐出党，人们决定将这个职位与国会工党主席一职分开，权力不应该集中在一个人手中。因此，亨德森的继任者不再是国会议员。这排除了该职务的最强竞争者赫伯特·莫里森和其他有在国会有政治野心的人。最后，自1903年以来一直担任助理秘书的詹姆斯·米德尔顿被选中。他是一个低调的人，但这个职位也失去了以往的重要性，与此同时，工党全国执行委员会的影响力越来越大。
在第二次世界大战期间，摩根·菲利普斯成为總幹事，并连续监督了两次大选的胜利。他是一个威尔士矿工，但却扩大了工党在中产阶级中的吸引力。他还建立了一个专业团队，其中的工作人员主要从事政策制定和选举组织工作。
当哈罗德·威尔逊的總幹事伦纳德·威廉姆斯1968年退休时，他希望被更年轻的人接替，并希望继任者能改造党、帮助党连续赢得第三次大选的胜利。然而，工党选择了哈利·尼古拉斯，一个长期服务于左翼工会运输和一般工人联合会的人物，他不太可能继续革新和振兴工党。1970年大选工党失败。
20世纪70年代和80年代初期，党内左翼和右翼之间发生对抗。两任總幹事吉姆·莫蒂默和拉里·惠蒂在部分右翼成员出走成立社会民主党和党内左翼激进势力崛起之后，努力保持党的团结。惠蒂辅佐尼尔·基诺克进行党内改革，并留任至托尼·布莱尔当选党领袖后。惠蒂的继任汤姆·索耶加入布莱尔的有争议的新工党改革中,建立了全国政策论坛，修改了英国工党第四项条款，并被认为侵犯了基层党员的权力。他在磨坊岸开设了新的办事处，并创建了一个高度专业、熟悉媒体策略而且年轻的工作团队，在1997年大选中为工党的压倒性胜利做杰出的贡献。
这一时期的关键是党的机关逐渐受唯一的权力中心—国会领导层的领导（很大程度上是1970年代的党代会多次拒绝政府政策，而国会领导层加以打压的产物），变得更符合领导层的意愿。事实上，转型的起源可追溯到1985年任命彼得·曼德尔森为党的传媒和通信总监，但在布莱尔领导（和索耶）之下明显加速。
玛格丽特·麦克多纳于1998年成为工党的第一位女性總幹事。她在1997年之前是冉冉升起的政坛新星和强大的组织者，被视为为1997年工党创纪录的压倒性胜利立下汗马功劳，但她的可怕风格让党员和左翼对她无半点喜爱。她在2000年伦敦市长选举工党候选人的选择上的错误处理严重损害了她的声誉。然而，她以强大的组织能力帮助工党在2001年取得第二次压倒性胜利。她在2001年大选胜利后离任，戴维·特里斯曼接替她成为總幹事。特里斯曼被认为不胜任，并于2004年被党任命的马特·卡特取代，卡特上任时为最年轻的總幹事。他在任不到两年的时间，在不太令人信服的2005年大选胜利后请辞，2006年1月，彼得·瓦特 正式代替了他。瓦特卷入2007年的资金丑闻，不久后辞职。 2008年初，戈登·布朗的关键盟友戴维·皮特-沃森，被选为党的财务改革负责人一职，但由于“合同的困难”而从未正式出任總幹事。

## 历任總幹事名单
1900–1912: 拉姆齐·麦克唐纳
1912–1935: 阿瑟·亨德森
1935–1944: 詹姆斯·米德尔顿
1944–1962: 摩根·菲利普斯
1962–1968: 伦纳德·威廉姆斯
1968:       萨拉·巴克 (代理)
1968–1972: 哈利·尼古拉斯
1972–1982: 罗纳德·海沃德
1982–1985: 吉姆·莫蒂默
1985–1994: 拉里·惠蒂
1994–1998: 汤姆·索耶
1998–2001: 玛格丽特·麦克多纳
2001–2003: 戴维·特里斯曼
2003–2005: 马特·卡特
2005–2008: 彼得·瓦特
2008–2011: 雷·柯林斯
2011–至今: 伊恩·迈克尼科尔